# 大分県道696号高崎大分線
大分県道696号高崎大分線（おおいたけんどう696ごう たかさきおおいたせん）は、大分県由布市から大分市に至る一般県道である。

## 概要
由布市挾間町高崎から大分市生石港町に至る。豊後国一之宮の一つである柞原八幡宮へのアクセスルートであるとともに、下八幡で大分市道「大分港賀来線」と接続し、市街地を経由せずに別大国道と東九州自動車道大分IC、稙田地区をショートカットする生活路として利用されている。
2023年（令和5年）末現在、大分市大字高崎（机張原バス停） - 上八幡（柞原八幡宮先）までは未改良区間であり、狭小区間が存在する。
終点付近に日豊本線「祓川橋梁」があり、かつては高さ3.5 mの制限区間が存在した。この部分も狭小区間であり、橋桁や橋梁本体と接触し、橋梁点検による列車運転見合わせが発生する事故が多発していた上に慢性的な渋滞が発生していた。この区間（L=160 m）の改良工事が2021年（令和3年）度に竣工した。これに伴い、40年来長らく設置されていた柞原八幡宮の大鳥居（3代目）が2019年（令和元年）末に撤去され、2020年（令和2年）5月に4代目となる大鳥居が設置された。

### 路線データ
- 起点：大分県由布市挾間町高崎（挾間町高崎交差点、大分県道619号中村別府線交点）
- 終点：大分県大分市生石港町（かんたん交差点、国道10号交点）

## 地理

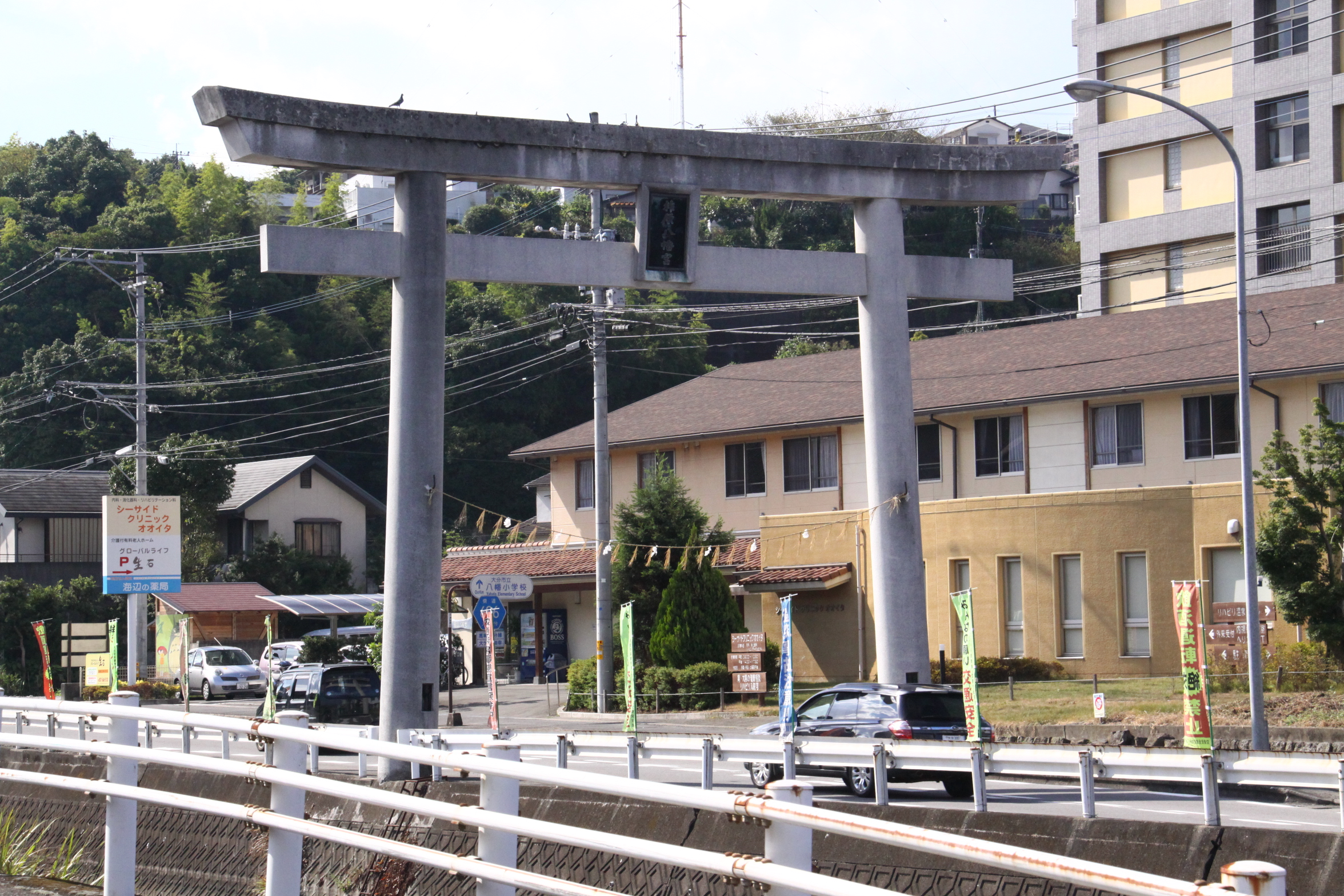
大分市浜の市の柞原八幡宮の大鳥居（3代目）

### 通過する自治体
- 由布市
- 大分市

### 交差する道路
| 交差する道路            | 市町村名 | 交差する場所 | 交差する場所            |
| ----------------------- | -------- | ------------ | ----------------------- |
| 大分県道619号中村別府線 | 由布市   | 挾間町高崎   | 挾間町高崎交差点 / 起点 |
| 国道10号                | 大分市   | 生石港町     | かんたん交差点 / 終点   |

### 交差する鉄道
- 日豊本線

### 沿線
- 大分市立八幡小学校
- JR九州日豊本線 西大分駅
- 柞原八幡宮（本殿・火王宮）